# 国道285号

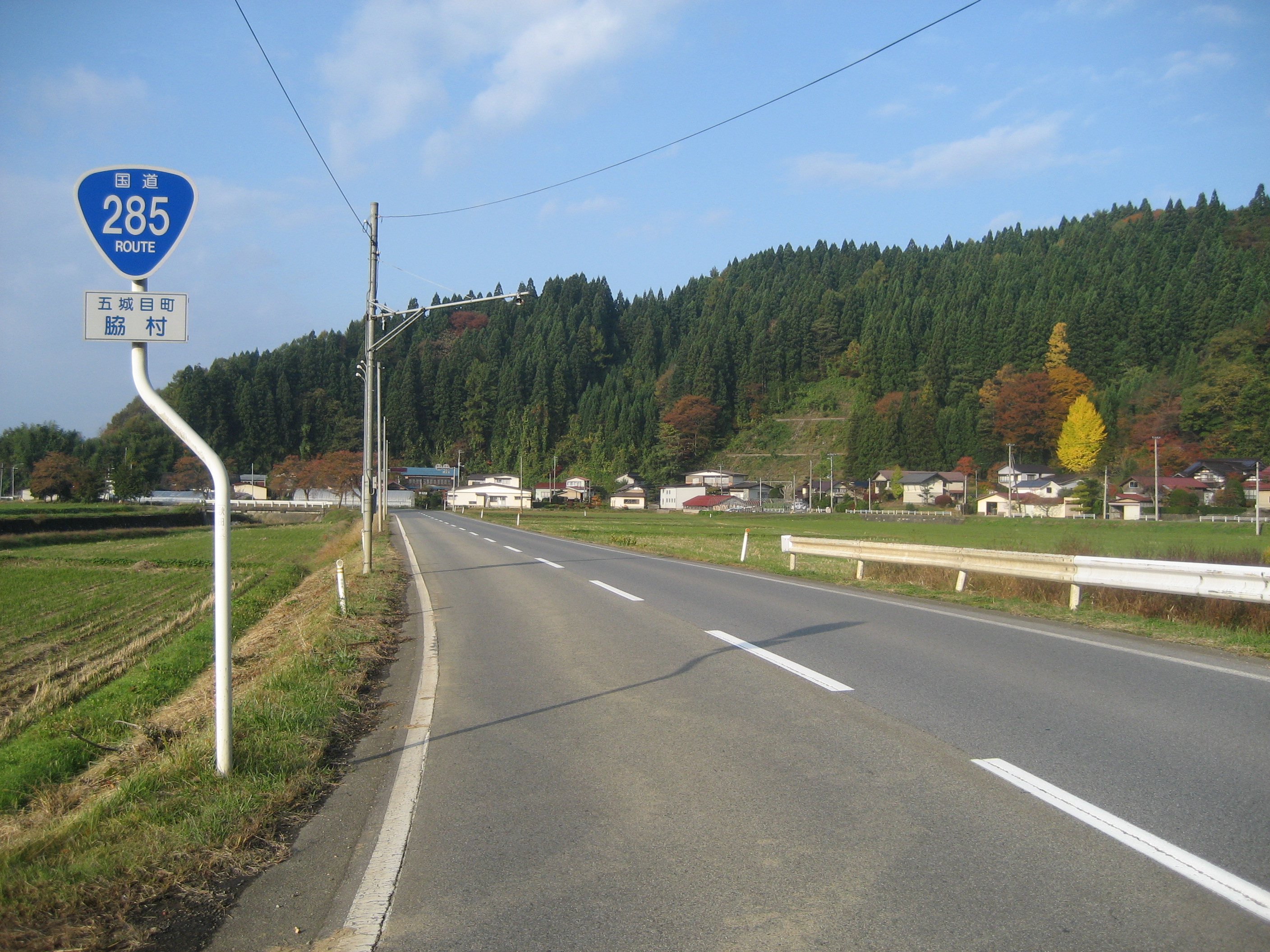
五城目町脇村付近

国道285号（こくどう285ごう）は、秋田県秋田市から鹿角市に至る一般国道である。あきたリゾートラインの愛称がある。

## 概要
秋田県内で完結する一般国道で、潟上市・飯塚古開交差点から北秋田市・小森交差点までの区間は、秋田 - 青森間の最短ルートの一部を形成しているため、山間部を通る割には比較的交通量が多く、道路拡張、バイパス工事も各所で完了している。また、大館・鹿角方面から小森交差点までの区間は、交差点を直進するかたちで秋田県道324号大館能代空港東線が高架橋で連続しており、大館能代空港へのアクセス道路としても利用される。

### 路線データ
一般国道の路線を指定する政令に基づく起終点および重要な経過地は次のとおり。
- 起点：秋田市（八橋南1丁目、臨海十字路交差点 = 国道7号上、国道13号・国道46号・国道101号・秋田県道26号秋田停車場線終点）
- 終点：鹿角市（十和田毛馬内字上陣場、上陣場交差点 = 国道103号・国道104号上、国道282号交点）
- 重要な経過地：秋田県南秋田郡昭和町[2]、同郡飯田川町[2]、同県北秋田郡森吉町[3]、同郡鷹巣町[3]、大館市
- 総延長 : 113.8 km （重用延長を含む）[4][注釈 2]
- 重用延長 : 51.4 km[4][注釈 2]
- 未供用延長 : なし[4][注釈 2]
- 実延長 : 62.5 km[4][注釈 2]
  - 現道 : 62.0 km[4][注釈 2]
  - 旧道 : 0.5 km[4][注釈 2]
  - 新道 : なし[4][注釈 2]
- 指定区間：国道7号と重複する区間（秋田市・臨海十字路交差点（起点） - 潟上市・飯塚古開交差点）[5]

## 歴史
- 1954年（昭和29年）12月2日 - 主要地方道・県道秋田大館線として、秋田市川尻字八十刈（秋田停車場線終点）から大館市大町（二級国道103号十和田大館線終点）までが認定される[6]。
- 1970年（昭和45年）4月1日 - 一般国道285号（秋田県秋田市 - 秋田県北秋田郡鷹巣町）
- 1982年（昭和57年）4月1日 - 一般国道285号（秋田県秋田市 - 秋田県鹿角市）
- 2006年（平成18年）12月4日 - 米内沢バイパス（国道105号重複区間）が供用開始する。
- 2017年（平成29年）7月 - 東北地方を襲った豪雨により、区間内で2箇所の崩落事故が発生[要出典]。
- 2018年（平成30年）11月24日 - 滝ノ沢バイパスが全線供用開始する[7][8]。
- 2020年（令和2年）12月25日 - 滝ノ沢バイパスに並行する旧道が国道の指定を解除される[9]。

## 路線状況

### 通称・バイパス

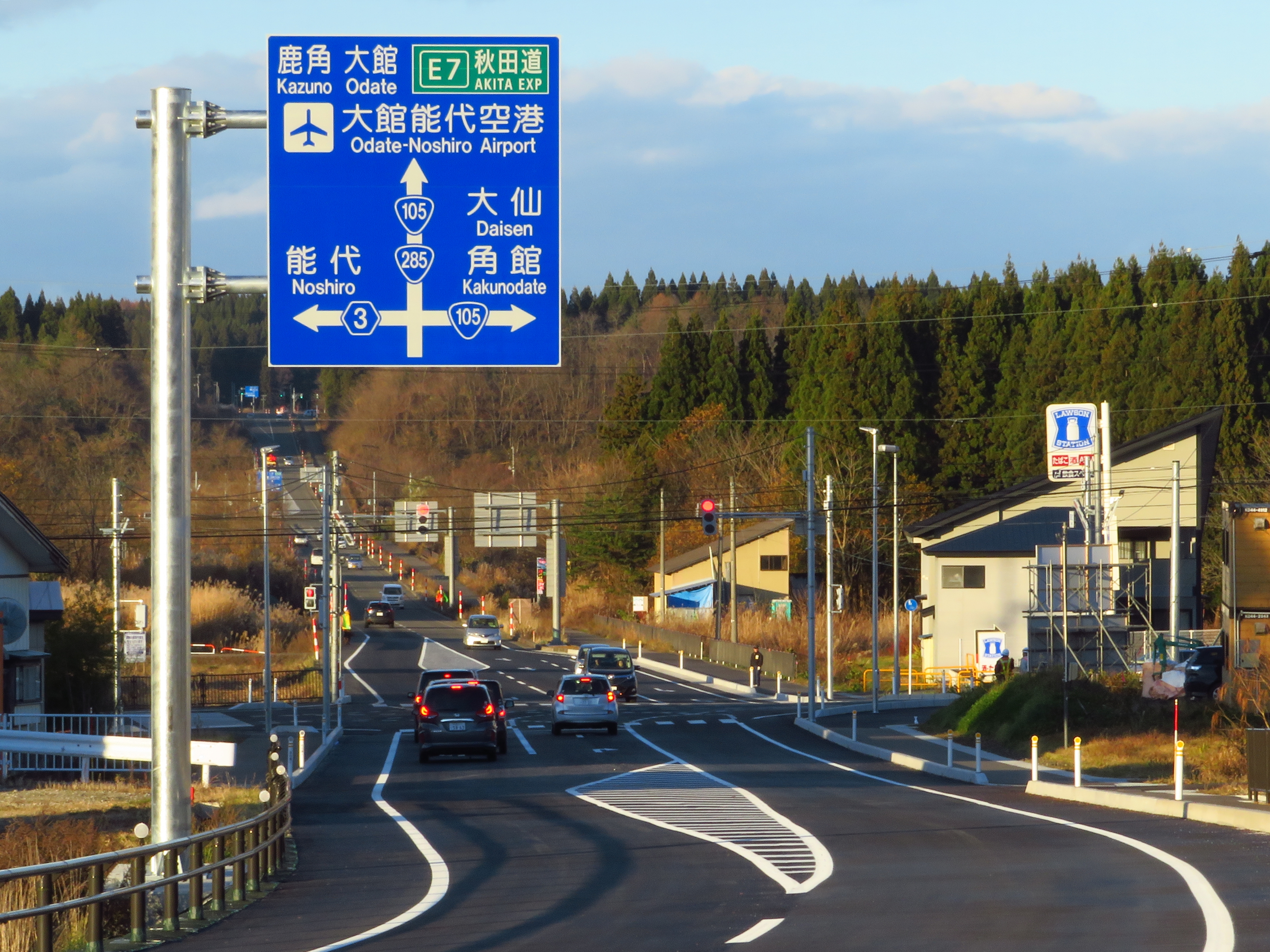
滝ノ沢バイパス終点の諏訪岱交差点付近

- 五城目街道（五城目町川堤 - 上小阿仁村南沢）
- あきたリゾートライン（全線）
- 滝ノ沢バイパス - 2018年（平成30年）11月24日全線開通[8]
- 米内沢バイパス（国道105号重複区間）
- 大館バイパス（国道103号・国道104号重複区間）
- 葛原バイパス（国道103号・国道104号重複区間）
- 末広バイパス（国道103号・国道104号重複区間）

### 重複区間

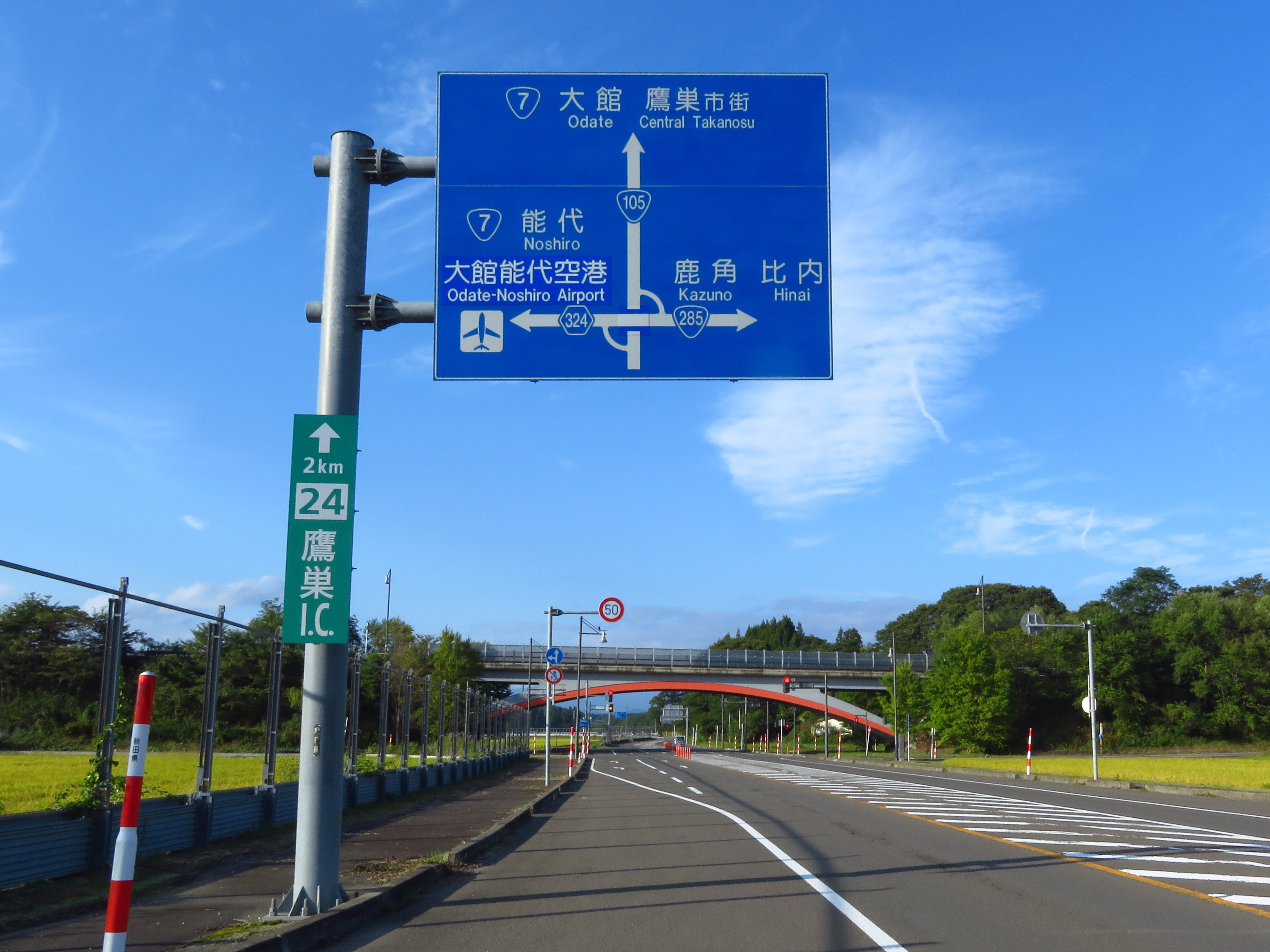
小森交差点付近 国道105号重複

- 国道101号（秋田市・臨海十字路交差点（起点） - 秋田市・高速入口交差点）
- 国道7号（秋田市・臨海十字路交差点（起点） - 潟上市・飯塚古開交差点）
- 国道105号（北秋田市米内沢諏訪岱 - 北秋田市・小森交差点）
- 国道103号・国道104号（大館市・中山交差点 - 鹿角市・上陣場交差点終点）

### 道路施設

#### 道の駅
- あきた港（秋田市、国道7号重複区間）
- しょうわ（潟上市、国道7号重複区間）
- 五城目（南秋田郡五城目町）
- かみこあに（北秋田郡上小阿仁村）
- ひない（大館市）

## 地理

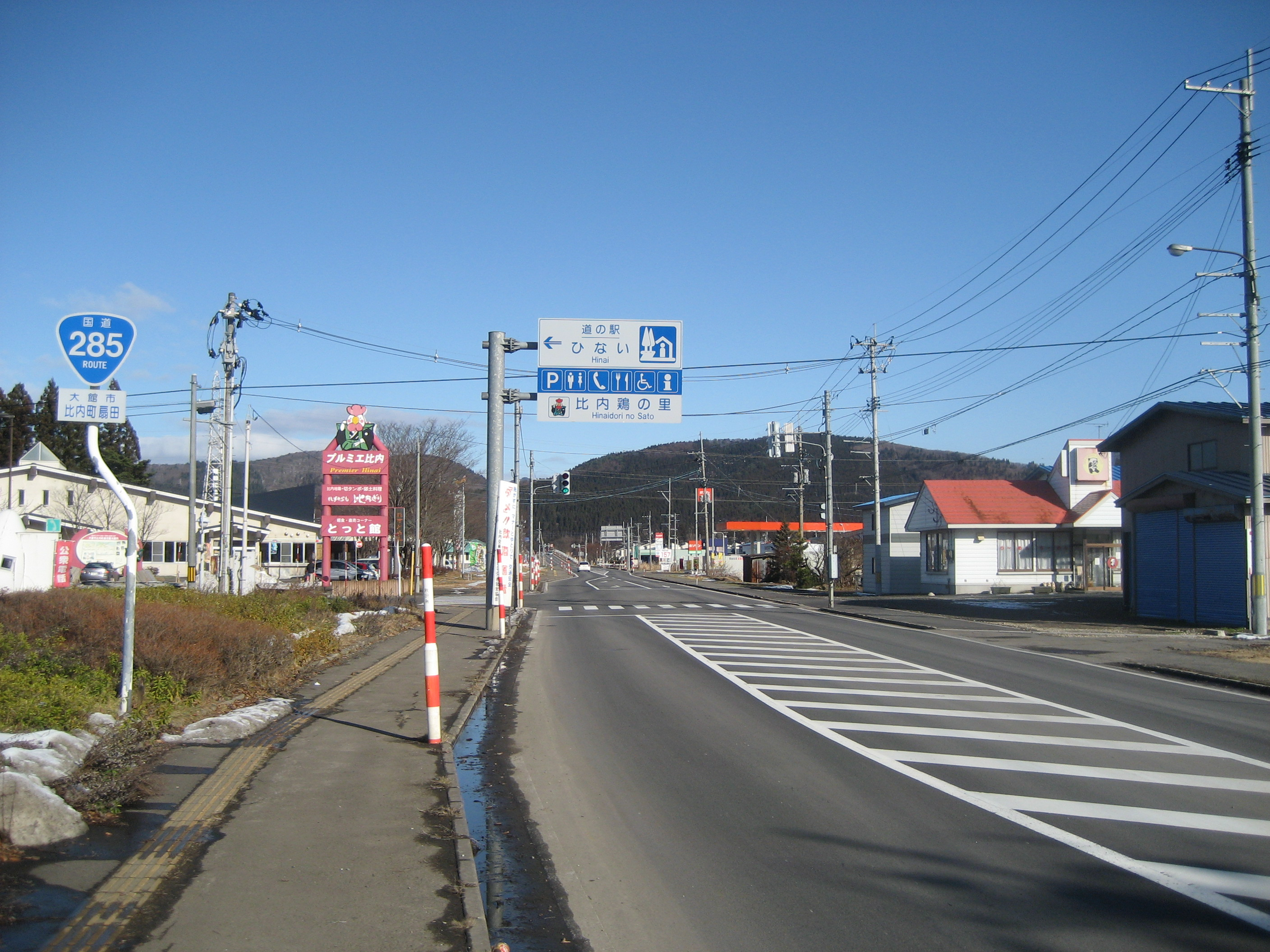
大館市比内町扇田付近

### 通過する自治体
- 秋田県
  - 秋田市 - 潟上市 - 南秋田郡井川町 - 南秋田郡五城目町 - 北秋田郡上小阿仁村 - 北秋田市 - 大館市 - 鹿角市

### 交差する道路
- 国道7号・国道13号・国道46号重複・秋田県道26号秋田停車場線（秋田市八橋南・臨海十字路交差点）
- 秋田県道65号寺内新屋雄和線（秋田市寺内字蛭根・港大橋前交差点）
- 秋田県道56号秋田天王線（秋田市土崎港南・土崎臨海十字路交差点）
- 秋田県道25号秋田港線（秋田市土崎港西・臨港警察署入口交差点）
- 秋田県道161号土崎停車場線（秋田市土崎港中央・土崎公民館入口交差点）
- 秋田県道231号上新城土崎港線（秋田市土崎港北・相染こ線橋北交差点）
- 秋田県道56号秋田天王線（秋田市飯島道東・北港入口交差点）
- 秋田県道112号久保秋田線（秋田市飯島字鼠田・上飯島駅前交差点）
- 秋田県道124号高岡追分線（秋田市金足追分字海老穴・交点）
- 秋田県道303号秋田昭和飯田川線（秋田市金足大清水字堤下・大清水交差点）
- 秋田県道41号秋田昭和線（潟上市昭和八丁目字中の坪・昭和八丁目交差点）
- 国道101号（秋田市・高速入口交差点）
  - 昭和男鹿半島IC - 秋田自動車道
- 秋田県道229号古井内大久保停車場線（潟上市昭和豊川竜毛・豊川竜毛交差点）
- 国道7号・秋田県道104号男鹿昭和飯田川線（潟上市飯田川飯塚字古開・飯塚古開交差点）北緯39度54分4秒 東経140度5分9.37秒
- 秋田県道228号北の又井川線（南秋田郡井川町坂本・坂本入口交差点）
- 秋田県道15号秋田八郎潟線（南秋田郡五城目町七倉・警察署前交差点）
- 秋田県道220号真坂五城目線（南秋田郡五城目町字神明前・交点）
- 秋田県道4号能代五城目線（南秋田郡五城目町内川黒土・交点）
- 秋田県道129号杉沢上小阿仁線（北秋田郡上小阿仁村南沢字塚の岱・交点）
- 秋田県道37号琴丘上小阿仁線（北秋田郡上小阿仁村大林・交点）
- 秋田県道215号屋布沖田面線（北秋田郡上小阿仁村沖田面・交点）
- 秋田県道214号福館阿仁前田線（北秋田郡上小阿仁村小沢田字向川原・交点）
- 秋田県道24号鷹巣川井堂川線（北秋田郡上小阿仁村堂川・羽立交差点）
- 秋田県道3号二ツ井森吉線（北秋田市米内沢字諏訪岱・諏訪岱交差点）
- 国道105号（北秋田市米内沢諏訪岱・諏訪岱交差点）北緯40度7分11.02秒 東経140度22分43.32秒
- 秋田県道198号揚の下岩脇線（北秋田市七日市字下川原・交点）
- 国道105号・秋田県道324号大館能代空港東線（北秋田市・小森交差点）北緯40度11分17.56秒 東経140度24分2.13秒
- 秋田県道111号桂瀬笹館線（大館市比内町笹館字水無・水無交差点）
- 秋田県道22号比内大葛鹿角線（大館市比内町新館字真館・交点）
- 秋田県道52号比内田代線（大館市比内町扇田字伊勢堂岱・扇田交差点）
- 国道103号・国道104号（大館市中山・中山交差点）北緯40度13分49.86秒 東経140度35分33.42秒
- 秋田県道66号十二所花輪大湯線（大館市十二所字折橋・ランプ）
- 十和田IC - 東北自動車道
- 国道103号・国道104号・国道282号（鹿角市・上陣場交差点）